# Douglas Lögdal
Douglas Lögdal, född 31 oktober 1992 i Södertälje, är en svensk före detta professionell ishockeyspelare (center).